# パンドラの惑星
『パンドラの惑星（パンドラのほし）』は、道原かつみによるSF漫画作品。および、表題作とする道原の最初のコミックス。コミックスはアニメージュコミックス（徳間書店）より全1巻。後に少年キャプテンコミックススペシャル（徳間書店）で再刊されている。なお、アニメージュコミックスの読みは「パンドラのわくせい」となっている。

## パンドラの惑星
「パンドラの惑星」は『リュウ』（徳間書店）1981年1月号に掲載された。続編の「アコーリアン・ドリーム」は前編が『リュウ』1981年5月号に、後編が『リュウ』1981年9月号に掲載された。
あらすじ

人類が惑星アコーリアへ移民を開始してから約600年が過ぎた。アコーリアの恒星がノヴァ化することが判明し、地球への帰還事業が始まって10年。地球帰還事業も完了しようとしていた。

登場人物
ジェニ・ゴーラ
主人公の女性。強大な力を持っていた超能力者イーマ・ゴーラのクローン体だが、イーマ・ゴーラほど安定して超能力を使えない。
ティッチ

## かわいいジュリア
『花とゆめ』（白泉社）1979年増刊冬の号に掲載された。道原のデビュー作である。
投稿作であり、努力賞を受賞している。

## スリーピングラプソディ
『花とゆめ』（白泉社）1979年別冊秋の号に掲載された。